# Municipio de Town Creek
El municipio de Town Creek (en inglés: Town Creek Township) es un municipio ubicado en el  condado de Brunswick en el estado estadounidense de Carolina del Norte. En el año 2010 tenía una población de 27.533 habitantes.

## Geografía
El municipio de Town Creek se encuentra ubicado en las coordenadas 34°9′24.61″N 78°3′48.97″O / 34.1568361, -78.0636028.